# Sun Is Up
«Sun Is Up» (укр. «Сходить сонце») — сингл румунської співачки Інни з альбому «Hot». Випущений 29 червня 2010 року лейблом «Roton».

## Списки композицій
- Британський iTunes remix EP

1. «Sun Is Up» (UK Radio Edit) — 2:32
2. «Sun Is Up» (Play & Win Mix) — 4:43
3. «Sun Is Up» (Cahill Radio Edit) — 3:25
4. «Sun Is Up» (Cahill Mix) — 7:17
5. «Sun Is Up» (Kryder Mix) — 5:30
6. «Sun Is Up» (Mico Mix) — 6:05
7. «Sun Is Up» (Odd Mix) — 6:03

- Данський iTunes remix EP

1. «Sun Is Up» (Cahill Radio Edit) — 3:25
2. «Sun Is Up» (Cahill Mix) — 7:17
3. «Sun Is Up» (Cahill Instrumental Mix) — 7:11
4. «Sun Is Up» (Kryder Mix) — 5:30

## Історія релізу
| Регіон                      | Дата           | Формат           | Лейбл                |
| --------------------------- | -------------- | ---------------- | -------------------- |
| Румунія                     | 29 червня 2010 | Airplay          | Roton Records        |
| Франція                     | 10 січня 2011  | Digital download | Universal Music      |
| Іспанія                     | 8 лютого 2011  | Digital download |                      |
| США                         | 8 лютого 2011  | Digital download | Ultra Records        |
| Канада                      | 8 лютого 2011  | Digital download | Ultra Records        |
| Німеччина                   | 1 травня 2011  | Digital download | Universal Music      |
| Велика Британія та Ірландія | 8 травня 2011  | Digital download | All Around the World |
| Австралія                   | 21 травня 2011 | Digital download | Central Station      |